# IC 3126
IC 3126 ist eine Balken-Spiralgalaxie vom Hubble-Typ SBc im Sternbild Coma Berenices am Nordsternhimmel. Sie ist schätzungsweise 928 Millionen Lichtjahre von der Milchstraße entfernt.
Das Objekt wurde am 7. Mai 1904 von Royal Harwood Frost entdeckt.